# Alexis Paccard
Pour les articles homonymes, voir Paccard.
Alexis Paccard né le 19 janvier 1813 à Paris et mort le 18 août 1867 à Aix-les-Bains, est un architecte français.

## Biographie
Fils du comédien et romancier Jean-Edme Paccard (1777-1844), il entre à l'École des Beaux-Arts de Paris en 1830 dans les ateliers de Lebas et Huyot. Il remporte le Second Grand Prix en 1835 pour Une école de médecine. Il est lauréat du Prix de Rome en 1841.
Ses envois comprennent une étude du Parthénon de l'Acropole d'Athènes qui lui valut aussi une médaille lors de l'Exposition universelle de 1855.
Il fut Inspecteur des travaux de l'État. Il travailla au Louvre et aux Tuileries sous la direction de Louis Visconti. En 1854, il est architecte du château de Rambouillet puis du château de Fontainebleau. De 1857 à 1859, il construit la chapelle impériale du palais Fesch d'Ajaccio.
Il est inhumé au cimetière du Père-Lachaise (22e division).